# Relaciones Francia-Ucrania
Las relaciones entre Francia y Ucrania son relaciones internacionales entre dos estados europeos, la República Francesa y Ucrania. Están estructurados por dos embajadas, la embajada de Francia en Ucrania y la embajada de Ucrania en Francia.

## Histórico
Podemos datar los primeros indicios de una comunicación real entre los dos estados a mediados del siglo XI, y más precisamente en 1048, cuando una delegación diplomática francesa fue enviada a Kiev con el fin de obtener la mano de Ana de Kiev, hija de Yaroslav el Sabio, para un futuro matrimonio con Enrique I, rey de Francia y nieto de Hugo Capeto. Esta unión, celebrada el 19 de mayo de 1051, dio a luz a cuatro hijos, entre ellos Felipe, futuro rey de Francia.
Posteriormente, se observaron pocas relaciones entre las dos regiones.  Sin embargo, podemos señalar la llegada del jefe militar Bohdan Khmelnytsky a Fontainebleau en abril de 1645 y su reunión con Nicolás de Flécelles, conde de Brégy, entonces embajador en Polonia, en Varsovia, para discutir la posibilidad del alistamiento de soldados cosacos en el ejército francés. Así, serían más de 2.000 cosacos de Ucrania los que tomaron parte en el Sitio de Dunkerque, en 1646, con el ejército del Gran Condé.
El territorio ucraniano está, desde el siglo XVIII hasta 1917 y luego desde 1920 hasta 1991, bajo el dominio de Austria y Rusia, lo que impide cualquier contacto directo con otros estados. Sin embargo, podemos recordar el desembarco de tropas francesas en el puerto de Odessa en diciembre de 1918 con el objetivo de apoyar a los Ejércitos Blancos en su resistencia contra los bolcheviques.
Las relaciones no se reanudaron realmente hasta diciembre de 1991, en particular con la firma de un tratado de entendimiento y cooperación en junio de 1992, un año después de la independencia de Ucrania.

### Desde la independencia de Ucrania
La independencia de Ucrania fue declarada el 24 de agosto de 1991. La apertura de la embajada de Francia en Ucrania (en el sitio del antiguo "Consulado General de Francia en Kiev") en 1992, así como la de la embajada de Ucrania en Francia (París) marcan verdaderamente el inicio de las relaciones bilaterales entre los dos países. 
Roland Dumas, entonces ministro de Relaciones Exteriores, firmó el acta de independencia de Ucrania y viajó a Ucrania en enero de 1992, mientras que Leonid Kravchuk, primer presidente de Ucrania, viajó a Francia ese mismo año. Sin embargo, cabe señalar que François Mitterrand, entonces presidente de la República Francesa, no realizó ninguna visita oficial a Ucrania.
Así podemos señalar la visita a Ucrania de Jacques Chirac del 2 al 4 de septiembre de 1998.
En Francia, los acontecimientos vinculados a la Revolución Naranja, que tuvo lugar en Ucrania entre noviembre de 2004 y enero de 2005, fueron seguidos de cerca y provocaron el resurgimiento de las relaciones entre los dos países.  En efecto, aunque Francia expresó ciertas reservas sobre la denuncia del desarrollo de las elecciones presidenciales de Ucrania de 2004, el presidente francés Jacques Chirac admitió, el 26 de noviembre de 2004 (es decir, cinco días después de la segunda vuelta), la existencia de fraude o, al menos, falta de transparencia.
Michel Barnier, entonces ministro de Asuntos Exteriores francés, fue el primer político de su nivel en visitar Ucrania (5 de febrero de 2005), tras la Revolución Naranja, reuniéndose con el nuevo presidente ucraniano, Viktor Yushchenko, la primera ministra ucraniana, Yulia Timoshenko, así como el ministro de Relaciones Exteriores ucraniano, Borys Tarasyuk.
Además, en los últimos años, Francia parece haber sido muy acogedora con respecto a una hipotética adhesión de Ucrania a la Unión Europea, como lo demuestra la cumbre Ucrania-Unión Europea de 2008, que se celebró en París.
Además, es esta posición de Francia, cada vez más "ucranófila", la que habría motivado la llegada de Yulia Tymoshenko al país, para su primera visita oficial, del 12 al 14 de junio de 2005, así como la del presidente Víktor Yanukovych en octubre de 2010.
El presidente ucraniano Petro Poroshenko realizó una visita de estado a Francia el 26 de junio de 2017, donde se reunió con el presidente francés Emmanuel Macron. Poroshenko también visitó Senlis para reunirse con la comunidad ucraniana de Francia y honrar la memoria de Ana de Kiev — Reina de Francia.
Desde 2006, Ucrania es observador en la Francofonía.

### Apoyo a Ucrania durante la invasión rusa
En 2022, después de la invasión rusa de Ucrania, Emmanuel Macron exigió "el respeto inmediato de un alto el fuego" y el primer ministro francés Jean Castex afirmó "el compromiso total de Francia" con Ucrania.
A nivel militar, Francia dona equipos individuales (cascos, chalecos antibalas, binoculares de visión nocturna, raciones de combate), trajes de protección nuclear y equipos médicos.  También se proporciona material militar pesado: vehículos blindados, cañones, misiles, sistemas de defensa antiaérea, radar Thales... También se envía munición de varios calibres y combustible.  Los soldados ucranianos son entrenados por Francia para el uso de estas armas.  Estas entregas incluyen, en particular, obuses CAESAR y vehículos blindados AMX-10 RC.

## Cooperación económica
En los primeros seis meses de 2017 el comercio entre los países creció un 15,2%.

## Misiones diplomáticas residentes
- Francia tiene una embajada en Kiev.
- Ucrania tiene una embajada en París.

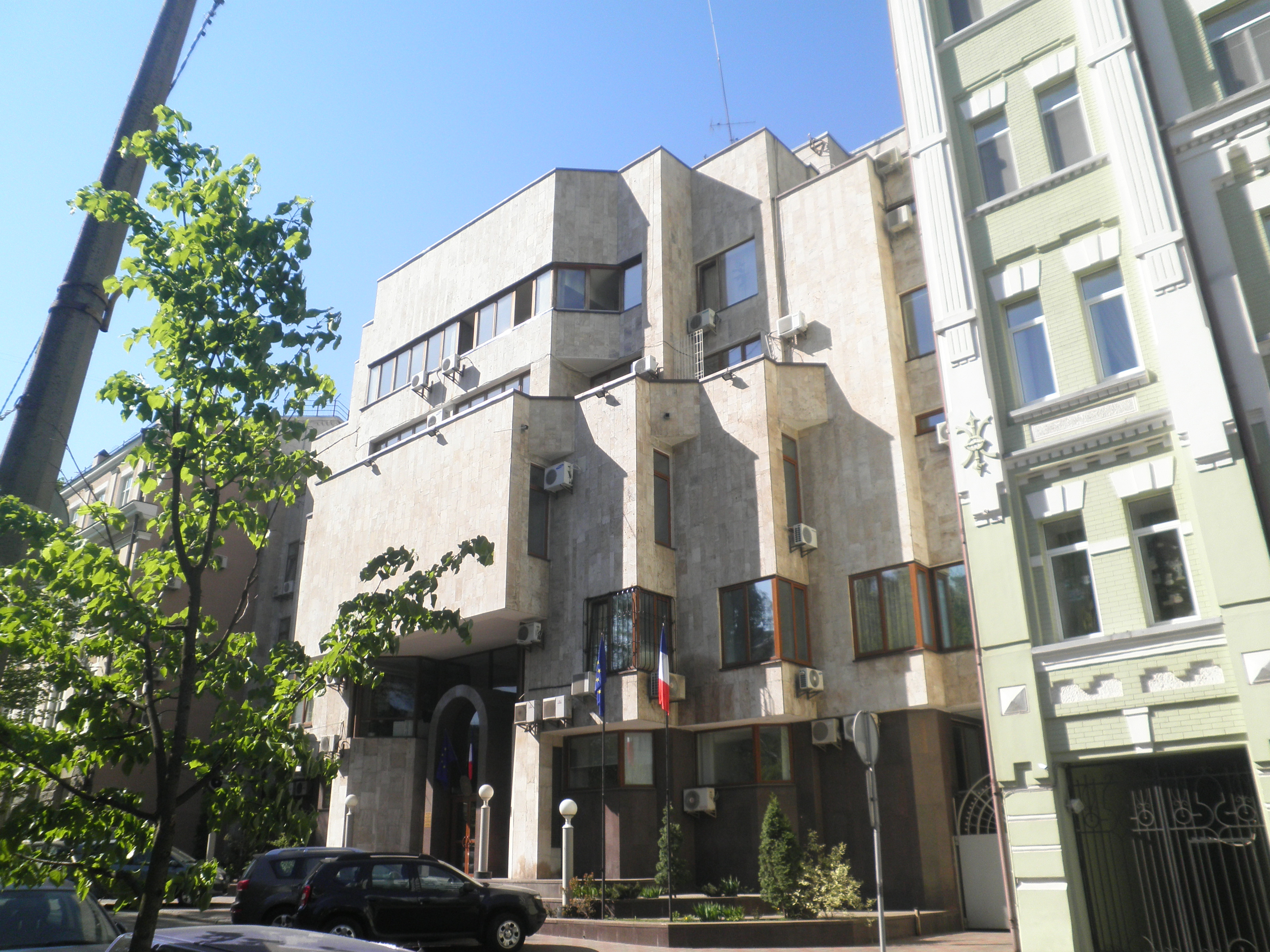
Embajada de Francia en Kiev
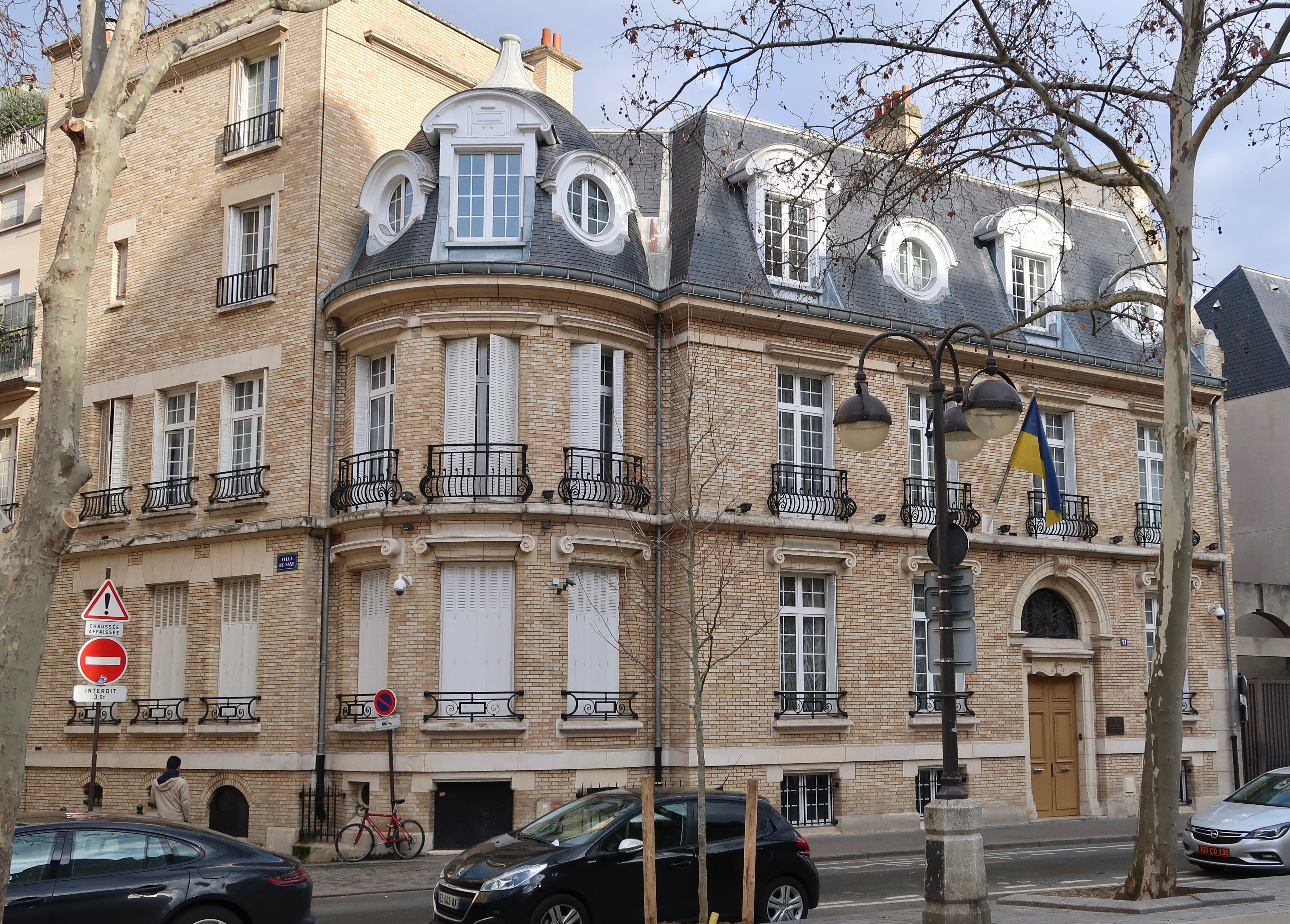
Embajada de Ucrania en París

## Enlaces exgernos
- French embassy in Kiev
- French Foreign Ministry about relations with Ukraine
- Ukraine embassy in Paris

- Datos: Q16509864
- Multimedia: Relations of France and Ukraine / Q16509864